# 20 مايو
- السبت
- الأحد
- الاثنين
- الثلاثاء
- الأربعاء
- الخميس
- الجمعة

- 2628 شوال 1446  هـ
- 2729 شوال 1446  هـ
- 2830 شوال 1446  هـ
- 291 ذو القعدة 1446  هـ
- 302 ذو القعدة 1446  هـ
- 13 ذو القعدة 1446  هـ
- 24 ذو القعدة 1446  هـ
- 35 ذو القعدة 1446  هـ
- 46 ذو القعدة 1446  هـ
- 57 ذو القعدة 1446  هـ
- 68 ذو القعدة 1446  هـ
- 79 ذو القعدة 1446  هـ
- 810 ذو القعدة 1446  هـ
- 911 ذو القعدة 1446  هـ
- 1012 ذو القعدة 1446  هـ
- 1113 ذو القعدة 1446  هـ
- 1214 ذو القعدة 1446  هـ
- 1315 ذو القعدة 1446  هـ
- 1416 ذو القعدة 1446  هـ
- 1517 ذو القعدة 1446  هـ
- 1618 ذو القعدة 1446  هـ
- 1719 ذو القعدة 1446  هـ
- 1820 ذو القعدة 1446  هـ
- 1921 ذو القعدة 1446  هـ
- 2022 ذو القعدة 1446  هـ
- 2123 ذو القعدة 1446  هـ
- 2224 ذو القعدة 1446  هـ
- 2325 ذو القعدة 1446  هـ
- 2426 ذو القعدة 1446  هـ
- 2527 ذو القعدة 1446  هـ
- 2628 ذو القعدة 1446  هـ
- 2729 ذو القعدة 1446  هـ
- 281 ذو الحجة 1446  هـ
- 292 ذو الحجة 1446  هـ
- 303 ذو الحجة 1446  هـ
- 314 ذو الحجة 1446  هـ
- 15 ذو الحجة 1446  هـ
- 26 ذو الحجة 1446  هـ
- 37 ذو الحجة 1446  هـ
- 48 ذو الحجة 1446  هـ
- 59 ذو الحجة 1446  هـ
- 610 ذو الحجة 1446  هـ

20 مايو أو 20 أيَّار أو 20 مايس أو 20 نوَّار أو يوم 20 \ 5 (اليوم العشرون من الشهر الخامس) هو اليوم الأربعون بعد المئة (140) من السنوات البسيطة، أو اليوم الحادي والأربعون بعد المئة (141) من السنوات الكبيسة وفقًا للتقويم الميلادي الغربي (الغريغوري). يبقى بعده 225 يوما لانتهاء السنة.

## أحداث
- 325 - انعقاد المجمع المسكوني الأول في نيقية لكنائس العالم.
- 526 - زلزال في الشام يودي بحياة ثلاثمائة ألف شخص.
- 1293 -
  - ملك قشتالة سانشو الرابع ينشئ «مدرسة الدراسات العامة في القلعة» والتي أصبحت الآن أرقى جامعة إسبانية.
  - زلزال كبير بالقرب من نارا أدى إلى احتراق العديد من المباني منها كينتشو-جي ووفاة ما يزيد عن 20 ألف شخص.
- 1498 - البحار البرتغالي فاسكو دا غاما يصل إلى كوجيكوده في الهند.
- 1622 - الإنكشارية يقتلون السلطان عثمان الثاني، وأدى ذلك إلى عودة السلطان الأسبق مصطفى الأول إلى عرش الدولة العثمانية.
- 1873 - ليفي شتراوس ينال براءة اختراع بنطال الجينز الأزرق بأزرار نحاسية.
- 1902 - استقلال كوبا عن الولايات المتحدة وإعلان الجمهورية فيها.
- 1927 - المملكة المتحدة تعترف بسيادة الملك عبد العزيز بن سعود على مملكة الحجاز ونجد وذلك بموجب معاهدة جدة.
- 1934 - توقيع معاهدة الطائف معلنة نهاية الحرب بين اليمن والسعودية.
- 1948 - مجلس الأمن يقرر وقف إطلاق النار في فلسطين وتعيين الكونت فولك برنادوت وسيطًا.
- 1963 - انتخاب أحمد سوكارنو رئيسًا لإندونيسيا مدى الحياة.
- 2002 - استقلال تيمور الشرقية عن إندونيسيا.
- 2004 - محكمة إسرائيلية تدين مروان البرغوثي بضلوعه بقتل 5 إسرائيليين.
- 2007 -
  - إشتباكات بين الجيش اللبناني ومجموعة فتح الإسلام في طرابلس وفي عدد من مناطق شمال لبنان وذلك بعد قيام الجيش اللبناني بمحاولة إلقاء القبض على أفراد من المنظمة اتهموا بسرقة أحد البنوك، وأدى ذلك إلى قيام مصادمات بين الجيش وأفراد المجموعة.
  - لاعب كرة القدم البرازيلي روماريو يسجل هدفه رقم ألف في الملاعب.
- 2009 - أمير دولة الكويت الشيخ صباح الأحمد الصباح يعيد تكليف الشيخ ناصر المحمد الصباح بتشكيل الحكومة الجديدة وذلك للمرة السادسة خلال ثلاث سنوات.
- 2015 -
  - تنظيم الدولة الإسلامية (داعش) يُسيطر على مدينة تدمر في سوريا، ومُنظمة اليونيسكو تتخوَّف من تعرَّض الآثار العالميَّة في المدينة للهدم.
  - مدير الاستخبارات الوطنية الأمريكي يكشف ما أطلق عليه مكتبة أسامة بن لادن التي تحتوي مجموعة من 409 وثيقة وكتاب ورسالة وجدت عندما تم اغتياله.
- 2017 - الرئيس الإيراني حسن روحاني يفوز بولاية ثانية في الانتخابات الرئاسية الإيرانية.
- 2018 - فوز الرئيس الڤنزويلّي نيكولاس مادورو بِولايةٍ ثالثة بعد إعلان نتائج الانتخابات الرئاسيَّة وحصده 67.8% من الأصوات.
- 2019 - فوز الروائيَّة العُمانيَّة جوخة الحارثي بجائزة مان بوكر الدولية عن روايتها «سيدات القمر» لِتُصبح بِذلك أوَّل شخصية عربيَّة تفوز بِالجائزة المذكورة.
- 2020 - وفقًا لتقديرات منظمة الصحة العالمية، مرض فيروس كورونا يُسجل رقمًا قياسيًا بحصيلة الإصابات المسجلة في يوم واحد، بإصابة 106 آلاف شخص، وعدد المصابين بالجائحة يرتفع إلى 5 ملايين شخص حول العالم، من بينهم أكثر من 327 ألف حالة وفاة وحوالي مليون و900 ألف حالة تماثلت للشفاء.
- 2021 - انطلاق عملية الاقتراع في انتخابات رئاسة الجمهورية العربية السورية للسوريين المقيمين خارج سورية والبداية من أستراليا.
- 2024 - إعلان وفاة الرئيس الإيراني إبراهيم رئيسي ومُرافقيه، إثر سقوط مروحية كانت تُقله وثلاثة من القيادات، بالقرب من ورزقان.
- 2025 - فوز فيلم «حادث بسيط» للمخرج جعفر بناهي بجائزة السعفة الذهبية في مهرجان كان السينمائي 2025.

## مواليد
- 1799 - أونوريه دي بلزاك، أديب فرنسي.
- 1806 - جون ستيوارت مل، فيلسوف واقتصادي إنجليزي.
- 1822 - فريدريك باسي، اقتصادي فرنسي حاصل على جائزة نوبل للسلام عام 1901.
- 1830 - هيكتور مالو، كاتب فرنسي.
- 1860 - إدوارد بوخنر، عالم كيمياء ألماني حاصل على جائزة نوبل في الكيمياء عام 1907.
- 1882 - سيغريد أوندست، أديبة نرويجية حاصلة على جائزة نوبل في الأدب عام 1928.
- 1883 - فيصل الأول، ملك سوريا ثم العراق.
- 1910 - أمينة السعيد، كاتبة مصرية.
- 1915 - موشيه دايان، عسكري وسياسي إسرائيلي.
- 1925 - أحمد شوقي إبراهيم، طبيب ومقدم برامج مصري.
- 1929 - أحمد حمدي، مهندس وعسكري مصري.
- 1935 - خوزيه موخيكا، رئيس وزراء الاوروغواي.
- 1945 - محمد المفرح، ممثل سعودي.
- 1946 - شير، مغنية وممثلة أمريكية.
- 1948 - تيشو غندا، ممثل أداء صوتي ياباني.
- 1952 -
  - فاديم جوك، حكم كرة قدم بيلاروسي.
  - روجيه ميلا، لاعب كرة قدم كاميروني.
- 1958 - عمر شبانة، شاعر أردني.
- 1961
  - كليف ألين، لاعب ومدرب كرة قدم إنجليزي.
  - ناصر الزاهدي، طبيب ومؤلف ألماني.
- 1966 - طاهر مامللي، ملحن ومؤلف موسيقى تصويرية سوري.
- 1968 - تيموثي أوليفانت، ممثل أمريكي.
- 1977 - ليو فرانكو، لاعب كرة قدم أرجنتيني.
- 1981 - إيكر كاسياس، حارس مرمى كرة قدم إسباني.
- 1982 - بيتر تشيك، حارس مرمى كرة قدم تشيكي.

## وفيات
- 685 - إغفريث، ملك نورثمبريا.
- 973 - أبو العلاء المعري، شاعر عربي.
- 1506 - كريستوفر كولومبوس، رحاله ومستكشف إيطالي.
- 1622 - عثمان الثاني، سلطان عثماني.
- 1648 - فواديسواف الرابع، ملك بولندا.
- 1896 - كلارا شومان، موسيقية ألمانية.
- 1940 - فرنر فون هايدنستام، كاتب سويدي حاصل على جائزة نوبل للأدب عام 1916.
- 1947 - فيليب أنتون لينارد، عالم فيزياء ألماني حاصل على جائزة نوبل في الفيزياء عام 1905.
- 1965 - محمد البشير الإبراهيمي، كاتب ومؤرخ ونائب رئيس جمعية العلماء المسلمين الجزائريين.
- 1983 - ميمي شكيب، ممثلة مصرية.
- 1984 - رحمت مصطفوي محامي وصحفي وكاتب إيراني.
- 1988 - عامر السيد عثمان، شيخ عموم المقارئ المصرية.
- 1989 - جون هيكس، اقتصادي إنجليزي حاصل على جائزة نوبل في العلوم الاقتصادية عام 1972.
- 1994 - جيمس أوغسطين شانون، أخصائي أمريكي بطب الكلى.
- 2000 - مالك سيلي، لاعب كرة سلة أمريكي.
- 2002 - مبارك الحمد الصباح، وزير كويتي.
- 2006 - سناء يونس، ممثلة مصرية.
- 2009 - هلن الخال، رسامة لبنانية.
- 2011 - راندي سافاج، مصارع أمريكي.
- 2012 - عبد الباسط المقرحي، رجل ليبي مدان بقضية لوكربي.
- 2014 - أبو القاسم صفدري، شاعر وصحفي إيراني.
- 2015 - عبد العزيز بناني، قائد عسكري مغربي.
- 2019 - نيكي لاودا، سائق فورمولا 1 ألماني.
- 2021 - سمير غانم، ممثل مصري.
- 2022 -
  - سمير صبري، ممثل مصري.
  - مظفر النواب، شاعر عراقي.
  - أحمد بن عيسى، ممثل جزائري.
  - جريزلدا الطيب، عالمة إنسانيات بريطانية سودانية.
  - محمد عدنان سالم، كاتب ومُفكِّر سوري.
  - تيسير عطية، ممثل أردني.
- 2024 -
  - إبراهيم رئيسي، رئيس الجمهورية الإسلامية الإيرانية.
  - حسين أمير عبد اللهيان، سياسي إيراني.
  - مالك رحمتي، سياسي إيراني.
  - محمد علي آل هاشم، سياسي وعالم شيعي إيراني.

## أعياد ومناسبات
- عيد الاستقلال (الكاميرون) [الإنجليزية]
- عيد الاستقلال (تيمور الشرقية) [الإنجليزية]
- اليوم العالمي لعلم القياس.

## وصلات خارجية
- وكالة الأنباء القطريَّة: حدث في مثل هذا اليوم.
- النيويورك تايمز: حدث في مثل هذا اليوم.
- BBC: حدث في مثل هذا اليوم.